# Horatio Kitchener
Lord Horatio Herbert Kitchener (24. juni 1850 – 5. juni 1916) var engelsk general. Han gjorde tjeneste i Palæstina (1874-1878), Cypern (1878-1882), Sudan (1883-1885) og den anden boerkrig (1902-1909). Ved 1. verdenskrigs udbrud blev han udnævnt til krigsminister. Han døde i 1916, da hans krydser ramte en tysk mine.
- Wikimedia Commons har flere filer relateret til Horatio Kitchener